# Anisakidosis

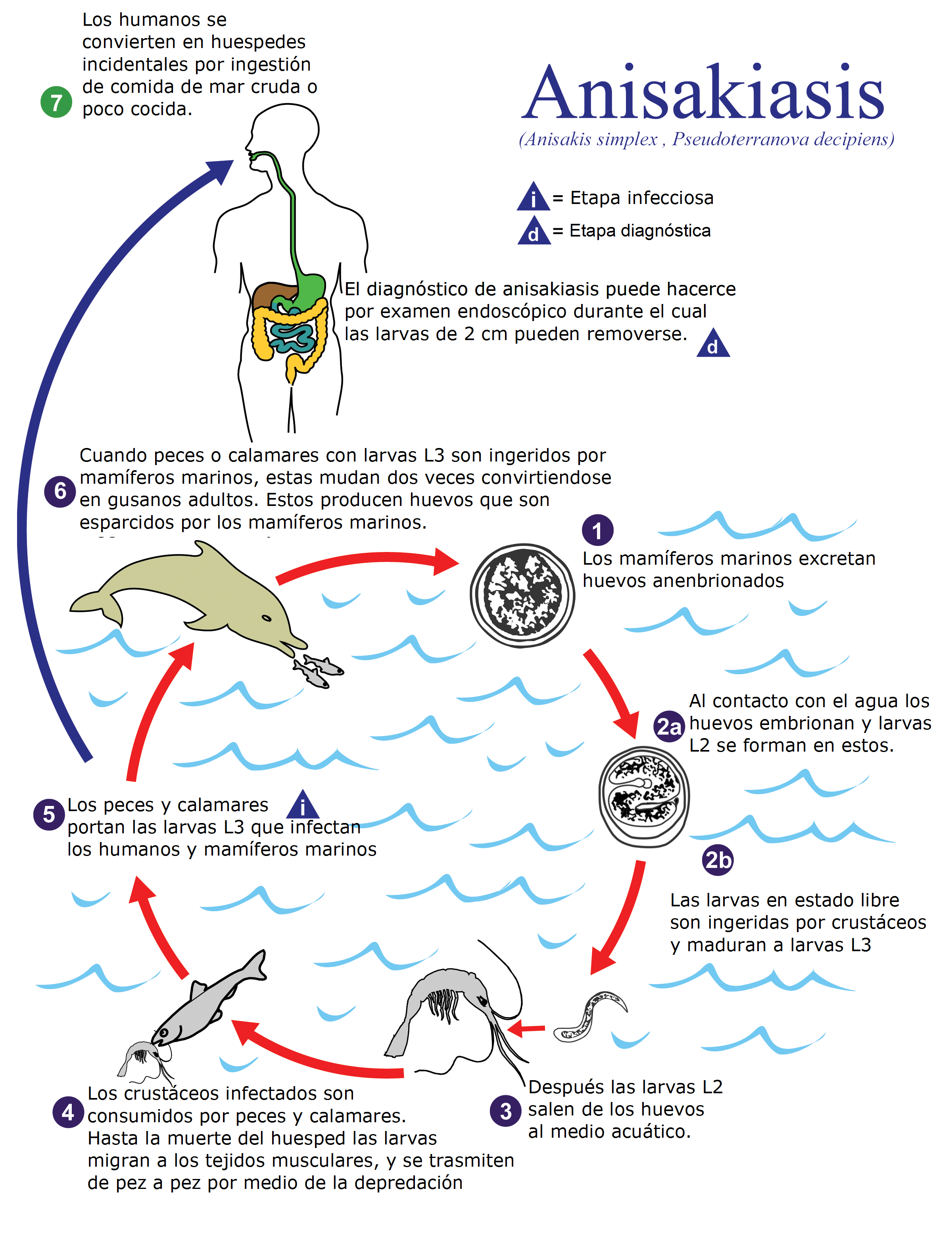
Ciclo del anisakis.

La anisakidosis o anisaquiosis es una enfermedad causada por la ingestión de pescado parasitado por larvas de nematodos de la familia Anisakidae, ingerido crudo o insuficientemente cocinado. Es un problema sanitario especialmente importante en países con un consumo de pescado elevado.

## Clasificación
La familia Anisakidae incluye nematodos redondos, de cuerpo no segmentado, que parasitan a los peces y son capaces de producir enfermedades en los humanos, por el consumo de pescado parasitado. En conjunto, la enfermedad se denomina anisakidosis o anisaquiosis.
Según la estandarización de nomenclaturas publicada en 1988 por un comité de expertos de la Asociación Mundial para Progreso de la parasitología veterinaria (WAAVP), atendiendo al género concreto dentro de la familia Anisakidae, la enfermedad recibe el nombre de:
- Anisakiosis o anisaquiosis, cuando es causada por el género Anisakis, en el que se incluye el A. simplex ‘sensu stricto’, que es la especie más importante desde el punto de vista sanitario.
- Pseudoterranovosis, producida por nematodos del género Pseudoterranova.
- Contracecosis, cuando está implicado el género Contracaecum.

Dentro de las reacciones alérgicas IgE mediadas por Anisakis simplex, se diferencian dos tipos:
- Anisakiasis gastro-alérgica. Se trata de una  parasitación digestiva aguda, acompañada de síntomas alérgicos, desencadenada por la ingesta de pescado crudo o insuficientemente cocinado.
- Reacción anafiláctica inducida por antígenos termoestables. Se desarrolla pese a que el pescado se consuma cocinado o congelado, es decir, sin larvas viables en su interior. Parece ser menos frecuente de lo que se suponía y podría estar condicionada por la existencia de una enfermedad gastrointestinal previa.

## Historia
Los primeros casos se publicaron en Holanda y Japón a mediados de los años cincuenta. Desde entonces, se han ido comunicando nuevos casos en diferentes países, entre ellos España.

## Epidemiología
La prevalencia de la anisakiosis está aumentando en todo el mundo. Este incremento se atribuye a una mayor presencia de este parásito en el pescado capturado, con niveles de infestación detectados en algunos estudios de hasta el 88 %. También es debido a la aparición y crecimiento de nuevas tendencias gastronómicas, que se basan en el consumo de pescado crudo o poco cocinado.
Entre las especies más afectadas por este tipo de parásito se encuentran: bacalao, boquerón, sardina, arenque, salmón, merluza, abadejo, pescadilla, fletán, rodaballo, caballa, bonito, jurel, calamar y sepia.

## Etiología
Los anisákidos utilizan mamíferos marinos, como las ballenas, delfines o focas como hospedadores definitivos y en el transcurso de su ciclo vital pueden infestar a una gran variedad de especies pesqueras de consumo habitual. Las larvas infectivas se sitúan en la pared intestinal, peritoneo y algunos órganos de la cavidad abdominal del pescado, aunque los anisákidos pueden desplazarse activamente desde el aparato gastrointestinal para encapsularse en la musculatura del pez. 
El hombre se intercala en el ciclo del parásito actuando como un hospedador accidental. De esta forma, al ingerir pescado con Anisakis, las larvas pueden penetrar en la mucosa del tracto digestivo humano, causando lesiones que originan el cuadro clínico de la anisakiosis. La enfermedad se caracteriza por la aparición de dolor abdominal agudo, náuseas, vómitos, fiebre y diarrea, síntomas inespecíficos que hacen que la anisakiosis se pueda confundir con otros procesos. Por ello el número real de casos no aparecen registrados en las estadísticas epidemiológicas. Por otra parte, es importante mencionar que el potencial alergénico de determinadas proteínas de los anisákidos puede producir, en personas sensibles, episodios alérgicos de gravedad variable, tras la ingestión de pescado parasitado.

## Cuadro clínico
Los síntomas y signos clínicos se desarrollan como consecuencia de la reacción inflamatoria, producida por la penetración de las larvas en la mucosa de la pared del estómago. También pueden aparecer manifestaciones de una reacción alérgica (hipersensibilidad) de tipo inmediato, que incluyen desde la urticaria o angioedema hasta el choque anafiláctico, así como cuadros mixtos con síntomas gastrointestinales y alérgicos.
Algunos pacientes pueden presentar  sintomatología alérgica a Anisakis simplex (desde urticaria o angioedema hasta choque anafiláctico) sin patología digestiva, por consumo de pescado presumiblemente bien cocinado. Estas reacciones son mediadas por anticuerpos de clase IgE específica inducidos por determinados antígenos del parásito. Según algunos autores, esta alergia tiene su base en la termoestabilidad de diversos antígenos del parásito, que son capaces de unirse a la IgE de los pacientes y provocar síntomas de hipersensibilidad con la ingesta de pescado cocinado.
No obstante, en otros estudios en los que se realizaron provocaciones orales con larvas liofilizadas en pacientes con una historia previa de sensibilización a Anisakis simplex, éstas resultaron negativas. Tales resultados sugieren que sólo el parásito vivo parasitando la mucosa gástrica provoca síntomas clínicos en pacientes sensibilizados. Se supone que las larvas de Anisakis simplex muertas por la cocción del pescado, discurren por el tracto gastrointestinal sin producir ni síntomas digestivos ni reacción alérgica, puesto que, por un lado, las larvas no pueden engancharse a la mucosa y por otro lado, los antígenos liberados no llegan a la sangre en cantidades significativas como para provocar una reacción alérgica.
Por consiguiente, parece ser que la verdadera alergia a las proteínas termoestables del Anisakis simplex es menos frecuente de lo que se presume, por lo que se debe valorar en estos casos la existencia de posibles enfermedades gastrointestinales previas.

## Profilaxis
Dada la dificultad que presenta el control de la presencia de parásitos en los peces antes de la captura, las únicas medidas realmente eficaces para prevenir la anisakiosis son aquellas dirigidas a producir la inactivación de estos organismos antes de que el alimento sea ingerido. Los anisákidos son muy sensibles al tratamiento térmico y a la congelación. Sin embargo, resisten concentraciones relativamente elevadas de sal y de ácidos orgánicos, componentes que forman parte de las disoluciones de escabechado empleadas en la preparación de algunos pescados, como por ejemplo los boquerones en vinagre, que no se someten a un tratamiento térmico previo al consumo. Así, los pescados parasitados susceptibles de causar la anisakiosis son los que se consumen crudos, insuficientemente cocinados,ahumados en frío, y también aquellos pescados que, sin haber sido congelados, se ingieren tras la aplicación de tratamientos de transformación ligeros como el salado, el escabechado o el ahumado en frío, que no son suficientes para eliminar la infectividad de los parásitos. En este contexto, la legislación vigente en España (Real Decreto 1420/2006) establece que dichos productos deben someterse a un tratamiento por congelación a una temperatura igual o inferior a −20 °C en el interior del pescado, durante un periodo de, al menos, 24 horas.
Se puede, por tanto, concluir que para controlar la anisakiosis es necesario que el consumidor esté informado acerca de la importancia que tiene el cocinado adecuado del pescado, así como el hecho de congelar aquellos pescados que van a ser consumidos crudos, o tras tratamientos de ahumado, escabechado o salado que no garanticen la inactivación de las larvas.